# Villeneuve-d’Entraunes
Villeneuve-d’Entraunes település Franciaországban, Alpes-Maritimes megyében. Lakosainak száma 87 fő (2022. január 1.). Villeneuve-d’Entraunes Castellet-lès-Sausses, Châteauneuf-d’Entraunes, Guillaumes, Saint-Martin-d’Entraunes és Sauze községekkel határos.

## Népesség
A település népessége az elmúlt években az alábbi módon változott:
| Lakosok száma | 82   | 61   | 76   | 80   | 67   | 68   | 80   | 89   | 91   | 87   |
|               | 1968 | 1982 | 1990 | 2006 | 2013 | 2015 | 2017 | 2019 | 2020 | 2022 |